# Bryan Clark (Wrestler)
Bryan Emmeth Clark, Jr. (* 14. März 1964 in Tallahassee) ist ein US-amerikanischer ehemaliger Wrestler. Bekannter ist er unter seinem ehemaligen Ringnamen Adam Bomb. Er war während seiner aktiven Zeit unter anderem bei der WWE und WCW unter Vertrag.

## Karriere

### AWA, WCW, SMW
Clark hatte 1990 sein Wrestlingdebüt als Nightstalker bei Verne Gagnes American Wrestling Association. Als die AWA aufgelöst wurde, trat er für World Championship Wrestling an. Kurz darauf ging er zu Smoky Mountain Wrestling, wo er am 2. Februar 1993 Tracy Smothers um den „Beat The Champ“ Television Titel besiegte. Sechs Tage später musste er den Titel an Tim Horner abgeben. Kurzzeitig trat er auch bei der Universal Wrestling Federation auf.

### World Wrestling Federation
Im Mai 1993 wurde Clark in der damaligen WWF als Adam Bomb durch Johnny Polo eingeführt. Sein Gimmick war das eines Überlebenden des Three Mile Island Unfalls. Nach vier Monaten ersetzte Harvey Wippleman Polo als Clarks Manager. Clark ließ sich ein „ADAM BOMB“ Tattoo auf seinen linken Arm stechen, welches mittels Laserbehandlung wieder entfernt wurde, nachdem er die WWF verließ, wodurch er Narben auf dem Arm beibehielt.
Adam Bombs erstes Pay-per-View war die Survivor Series 1993, wo er im Team mit Irwin R. Schyster, Diesel und „The Model“ Rick Martel ein Ausscheidungsmatch gegen Razor Ramon, The 1-2-3 Kid, Marty Jannetty und „The Macho Man“ Randy Savage bestritt. Sein Team verlor das Match, nachdem er von Marty Jannetty gepinnt wurde.
Clarks nächste Großveranstaltung war der Royal Rumble 1994, bei welchem er die Battle Royal als letzter Teilnehmer betrat. Weniger als 5 Minuten später wurde er von Lex Luger eliminiert. Nach dem Rumble und einer Fehde gegen Earthquake, turnte Clark face, nachdem sein Manager Harvey Wippleman sich gegen ihn wandte und Kwang half, ihn anzugreifen. Nach einer kurzen Fehde gegen Kwang und Bam Bam Bigelow wurde er in die Midcard heruntergestuft und trat ausschließlich für die Show WWF Superstars of Wrestling an. 1995 verließ Clark die WWF. Laut Triple H wurde er entlassen, weil er sich von Henry Godwinn nicht nach einem Match mit „Abfällen“ bewerfen lassen wollte. Clarks eigener Aussage nach verließ er die WWF, weil er mit der Backstagepolitik der Kliq, vor allem Scott Hall, nicht zurechtkam.

### World Championship Wrestling
1997 trat Clark erneut für die WCW in der Rolle des Wrath an, welcher zusammen mit Mortis gegen Glacier und Ernest Miller fehdete. Mit Hilfe dieser vier Charaktere wollte die WCW die Popularität der Mortal-Kombat-Videospiele ausnutzen. Dieser Angle wurde bis 1998 beibehalten, als sich Clark verletzte. Nach dieser Verletzungspause wurde er als Einzelwrestler eingesetzt, zeitgleich ließ man ihn wieder zum Publikumsliebling werden. Wrath durfte eine längere Erfolgsserie erringen. Während eines Matches bei WCW Thunder gegen Jerry Flynn am 15. April 1999 verletzte er sich erneut und musste ein Jahr pausieren.
Im April 2000 kehrte Clark unter seinem bürgerlichen Namen in den Ring zurück. Mit Brian Adams bildete er das Tag Team KroniK, welches zu einem Teil der Formation New Blood wurde. Später schlossen sich die beiden dem Millionaires Club an, nachdem sie von Vince Russo hintergangen wurden. Am 15. Mai 2000 gewannen KroniK von Shane Douglas und The Wall die World Tag Team Championtitel. Diesen Titel verloren sie jedoch am 30. Mai an die „New Blood“-Mitglieder Shawn Stasiak und Chuck Palumbo. KroniK durften diesen Titel beim Bash at the Beach am 9. Juli zum zweiten Mal erringen. Am 13. August des Jahres verloren sie diesen an die Mitglieder des Stables Natural Born Thrillers Vampiro und The Great Muta. Kurze Zeit später gelang es Vince Russo, sich wieder die Dienste von KroniK zu sichern, indem er sie „mietete“, und sie gegen Bill Goldberg sandte, welcher der Storyline nach entlassen würde, sollte er nur ein Match verlieren. Goldberg gelang es jedoch in einem Handicap-Match beim Halloween Havoc, beide, Clark und Adams, zu pinnen.
Die Zusammenarbeit von KroniK endete, als sich sowohl Clark als auch Adams verletzten. Während dieser Pause wurde die WCW von der WWF im März 2001 aufgekauft.

### Rückkehr zur WWF
Clark und Adams kehrten am 4. September 2001 zur WWF zurück, als sie den Undertaker angriffen. Unter ihrem Manager Steven Richards verloren sie nach einer Fehde ein Match bei Unforgiven gegen die Brothers of Destruction (Undertaker und Kane) um die WCW Tag-Team-Titel. Clark und Adams wurden danach in den Entwicklungsbereich der WWF gesandt, um ihren „Ringrost“ abzulegen. Clark weigerte sich jedoch und wurde daraufhin entlassen.

### Independent und Rücktritt
Nachdem auch Brian Adams von der WWF im November 2001 entlassen worden war, traten er und Clark wieder als KroniK in verschiedenen Independent-Ligen auf, hauptsächlich für World Wrestling All-Stars und All Japan Pro Wrestling. Bei All Japan gewannen sie am 17. Juli 2002 ihren letzten gemeinsamen Tag-Team-Titel gegen Keiji Mutoh und Taiyō Kea (AJPW Unified World Tag Team Championship). KroniK gaben diesen am 12. Oktober ab, weil Adams seine Wrestlingkarriere beendete, um Boxer zu werden. Bei ihrem letzten gemeinsamen Match verloren KroniK im Januar 2003 gegen Bill Goldberg und Keiji Mutoh.
Kurze Zeit später beendeten Adams und Clark ihre Karrieren aufgrund von Verletzungen. Im Februar 2006 musste sich Clark einer Rückenoperation unterziehen.

## Titel
- All Japan Pro Wrestling
  - 1 × AJPW Unified World Tag Team Championship (mit Brian Adams)[13]

- Smoky Mountain Wrestling
  - 1 × SMW Beat the Champ Television Championship[14]

- World Championship Wrestling
  - 2 × WCW World Tag Team Championship (mit Brian Adams)[15]